# Trodena
Trodena nel parco naturale, röviden Trodena, németül: Truden im Naturpark, röviden Truden, település Olaszországban, Bolzano autonóm megyében, Dél-Tirolban. Lakosainak száma 1031 fő (2023. január 1.). Trodena Aldino, Capriana, Montagna, Anterivo és Ville di Fiemme községekkel határos.

## Népesség
A település népességének változása:
| Lakosok száma | 1026 | 1027 | 1028 | 1031 |
|               | 2015 | 2017 | 2018 | 2023 |